# Bogotá (rijeka)
Bogotá je rijeka u Kolumbiji, pritoka rijeke Magdalene. Pripada slijevu Karipskog mora.

## Vanjske poveznice
|  | Zajednički poslužitelj ima još gradiva o temi Río Bogotá |

- Sistema Hídrico, Bogotá
- Hidrografía Río Bogotá